# Bleue de Bazougers
La bleue de Bazougers est une race bovine françaises,       menacée d’abandon pour l’agriculture, originaire de Mayenne.

## Origine
Elle provient de la Mayenne, autour du village de Bazougers.
La race est apparue au milieu du XIXe siècle à partir d'une lignée issue de la vache mancelle, métissée de fribourgeoise, importée dans l'ouest de la France au XVIIIe siècle. Des taureaux durham sont également utilisés sur la population femelle. Philippe J. Dubois considère l'ancêtre de la bazougers comme une « variété noire de la mancelle ». Elle partage une grosse partie de sa génétique avec deux autres lignées, la Rouge des prés et la Saosnoise.
Aucun registre généalogique n'a été ouvert, même si un standard ait pu exister. Après la Seconde Guerre mondiale, Edmond Quittet, ingénieur général agricole, décide de regrouper les races bovines pour simplifier le paysage agricole : elle ne bénéficie pas de l'insémination artificielle, sauf avec des races destinées à l'absorber, et la monte publique est interdite. L'absence du statut de race lui nuit au profit de la rouge des prés qui se structure. À partir du milieu des années 1970, des mesures sont prises pour la sauvegarder, dont la congélation de semence de taureaux. Cela ne suffit pas si les éleveurs ne conservent pas de femelles. En 2000, une vache, Aurore, correspondant bien à la race est retrouvée, mais son âge l'empêche de vêler. Des cellules de son oreille sont prélevées et servent à des essais de clonage. Aurore B en naît, mais son origine clonée lui interdit de rentrer dans le circuit classique de l'élevage.
La race s'est éteinte en décembre 2015, avec la mort à l'Institut national de la recherche agronomique d'Aurore B, la vache issue de clonage.

## Morphologie
C'était une race de taille moyenne à forte corpulence. Elle portait une robe pie noire ou pie bleu aux muqueuses noires. Ses cornes étaient en croissant vers l'avant, légèrement remontées à l'extrémité.

## Aptitudes
C'était une race mixte, comme l'étaient autrefois ses cousines rouge des prés et saosnoise.

## Sources